# Mandoto turlini
Mandoto turlini är en fjärilsart som beskrevs av Pierre E.L. Viette 1980. Mandoto turlini ingår i släktet Mandoto och familjen snigelspinnare. Inga underarter finns listade i Catalogue of Life.